# 黃景星 (正德進士)
黃景星（1474年—？年），字德瑞，四川重慶府忠州酆都縣人，民籍，明朝政治人物。

## 生平
由國子生中式弘治二年（1489年）四川鄉試第五十六名舉人，正德六年（1511年）辛未科會試中式第一百四十名，第二甲第六十二名進士。歷官戶部主事、员外郎。官至河东盐运使。

## 家族
曾祖黃文富，祖黃仕瑛，父黃曉，母文氏。
弟黄景夔，正德甲戌進士。